# Charles de Bordeu
Pour les articles homonymes, voir Bordeu.
Charles de Bordeu (né le 9 février 1857 à Izeste et mort le 6 septembre 1926 à Abos) est un romancier français, auteur de romans et d'ouvrages régionalistes béarnais (région des Pyrénées). Il est ami de l'écrivain Francis Jammes.

## Œuvres
- La Marie bleue, 1887 ;
- Jean Pec, 1894 ;
- Maïa, 1894 ;
- Le Destin d'aimer, 1895 ;
- Pages de la vie, 1896 ;
- Le Chevalier d'Ostabat, 1902 ;
- L'inquiétude antique, 1906 ;
- La plus humble vie, 1912 (roman) ;
- Un cadet de Béarn, 1925 (roman).
- Le dernier maître